# Conflicto de interés
Un conflicto de interés o conflicto de intereses es aquella situación jurídica en la que el juicio del individuo -concerniente a su interés primario- y la integridad de una acción tienden a estar indebidamente influidos por un interés secundario, de tipo generalmente económico o personal.
Existe "conflicto de interés"  cuando en el ejercicio de las labores dentro de una institución, sobreviene una contraposición entre el interés propio e institucional. A continuación presentamos algunas situaciones que conllevan conflicto de interés:
- Ejemplo. 1.- El interés económico del trabajador de una empresa A o de algún miembro de su familia, que tenga o busque tener relación de negocios con la empresa A.
- Ejemplo. 2.- Servir como director, funcionario o consultor, o en cualquier otra posición importante de alguna empresa que tenga o busque tener relación particular o personal de negocios con la misma empresa.
- Ejemplo. 3.- El contabilizar la encuesta de servicio de un departamento por sí mismo
- Ejemplo. 4.- Un fabricante de jeringas no desechables no tiene interés que existan las desechables a precio más barato.
- Ejemplo. 5.- Una parte demandante que al mismo tiempo es sujeto procesal y juez en un proceso penal (juez y parte)